# Reformierte Kirche Wergenstein

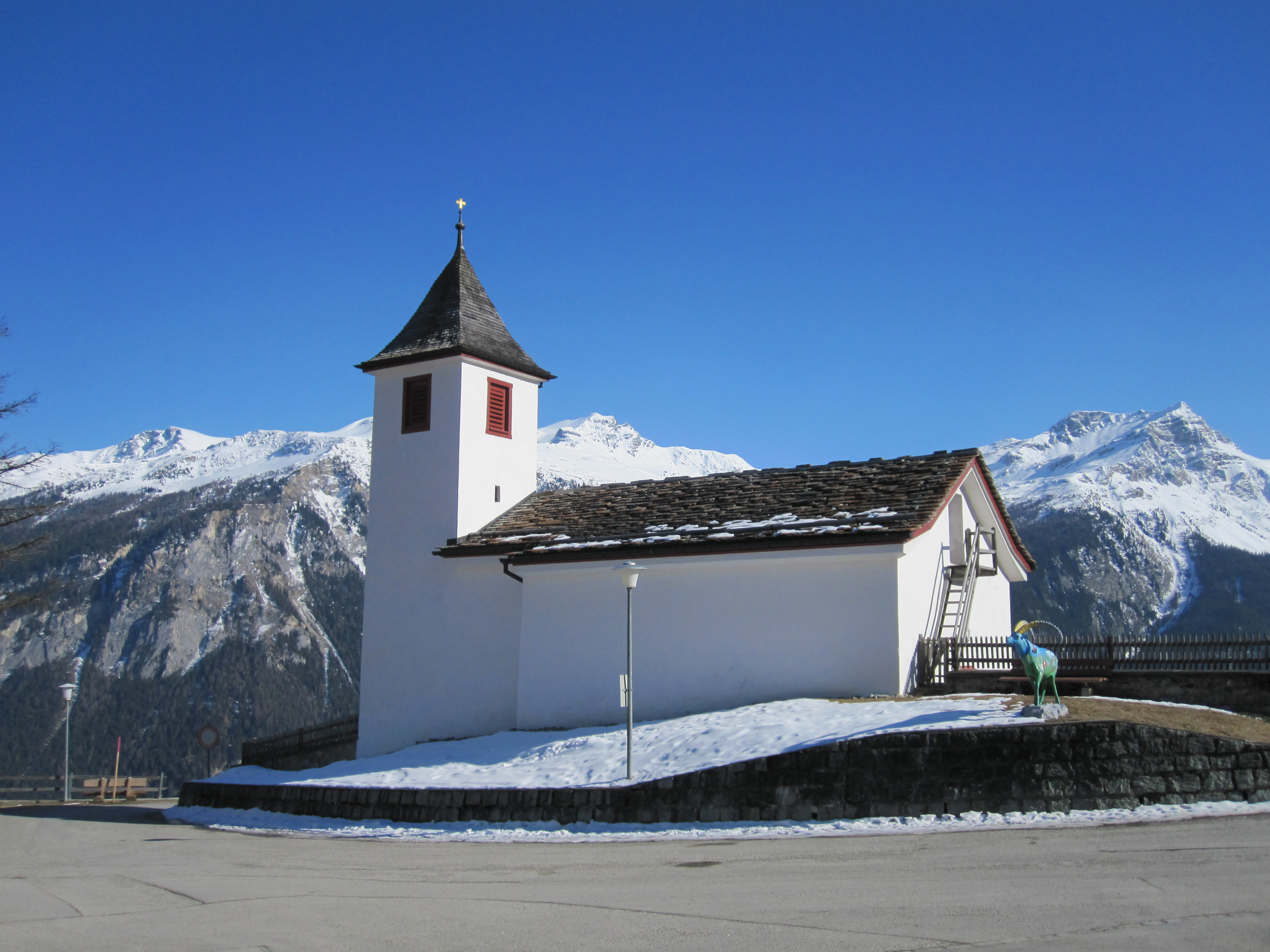
Reformierte Kirche Wergenstein

Die reformierte Kirche in Wergenstein am Schamserberg in der Gemeinde Muntogna da Schons (Kanton Graubünden) ist ein denkmalgeschütztes evangelisch-reformiertes Gotteshaus.

## Geschichte und Ausstattung
In spätmittelalterlicher Zeit ist die Kirche unter dem Patrozinium von Calixt bezeugt. Wergenstein nahm die Reformation vor 1538 an. In diesem Jahr wurde die Kirche erweitert und bereits als reformierte Predigtkirche konzipiert.
Der zur Talseite hin angebrachte Turm ist von einem Zeltdach bedeckt und hat eine einstöckige Glockenstube. Vor dem von einem Rippengewölbe gezierten Chor korrespondieren linksseitig die erhöhte, schalldeckellose Kanzel und rechtsseitig die Orgel von Georg Hammer aus dem Jahr 1810, während inmitten des Chors ein Tauftisch steht, auf dem auch das Abendmahl gefeiert wird.

## Kirchliche Organisation
Casti und Wergenstein gehören mit den anderen Dörfern am Schamserberg zur Kirchengemeinde Zillis/Schamserberg der evangelisch-reformierten Landeskirche Graubünden.

## Galerie

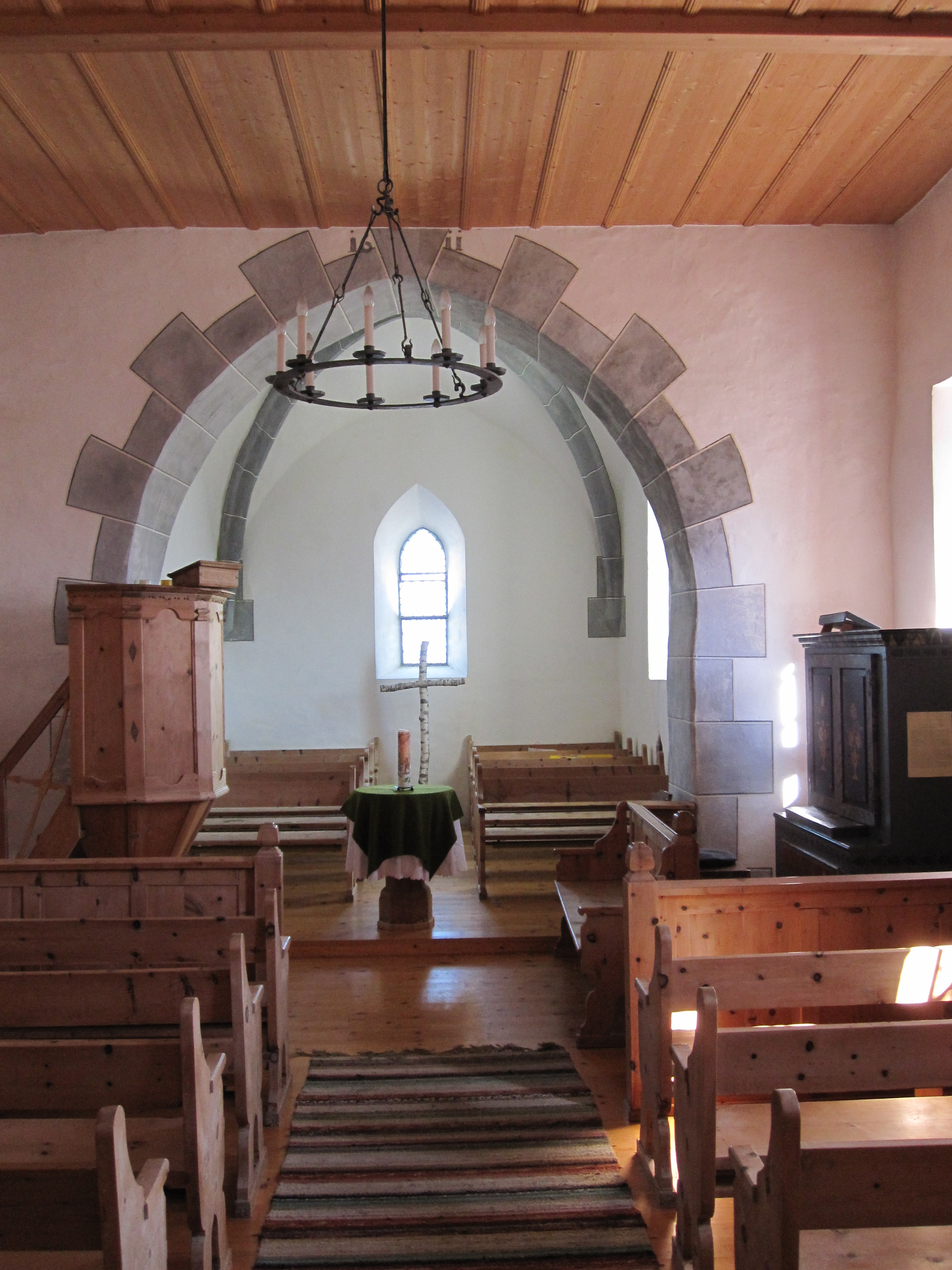
Innenraum
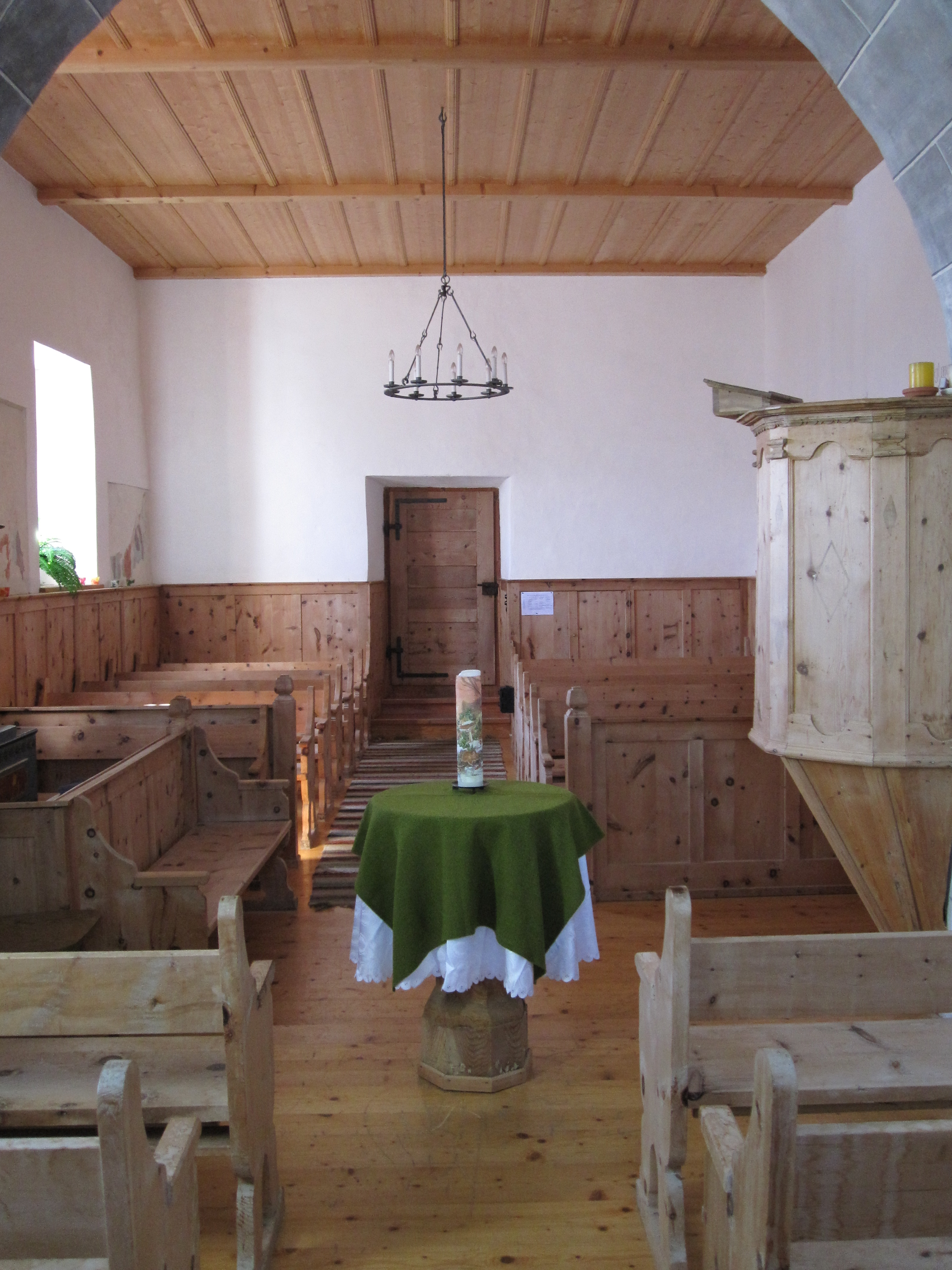
Blick aus dem Chor in das Kirchenschiff
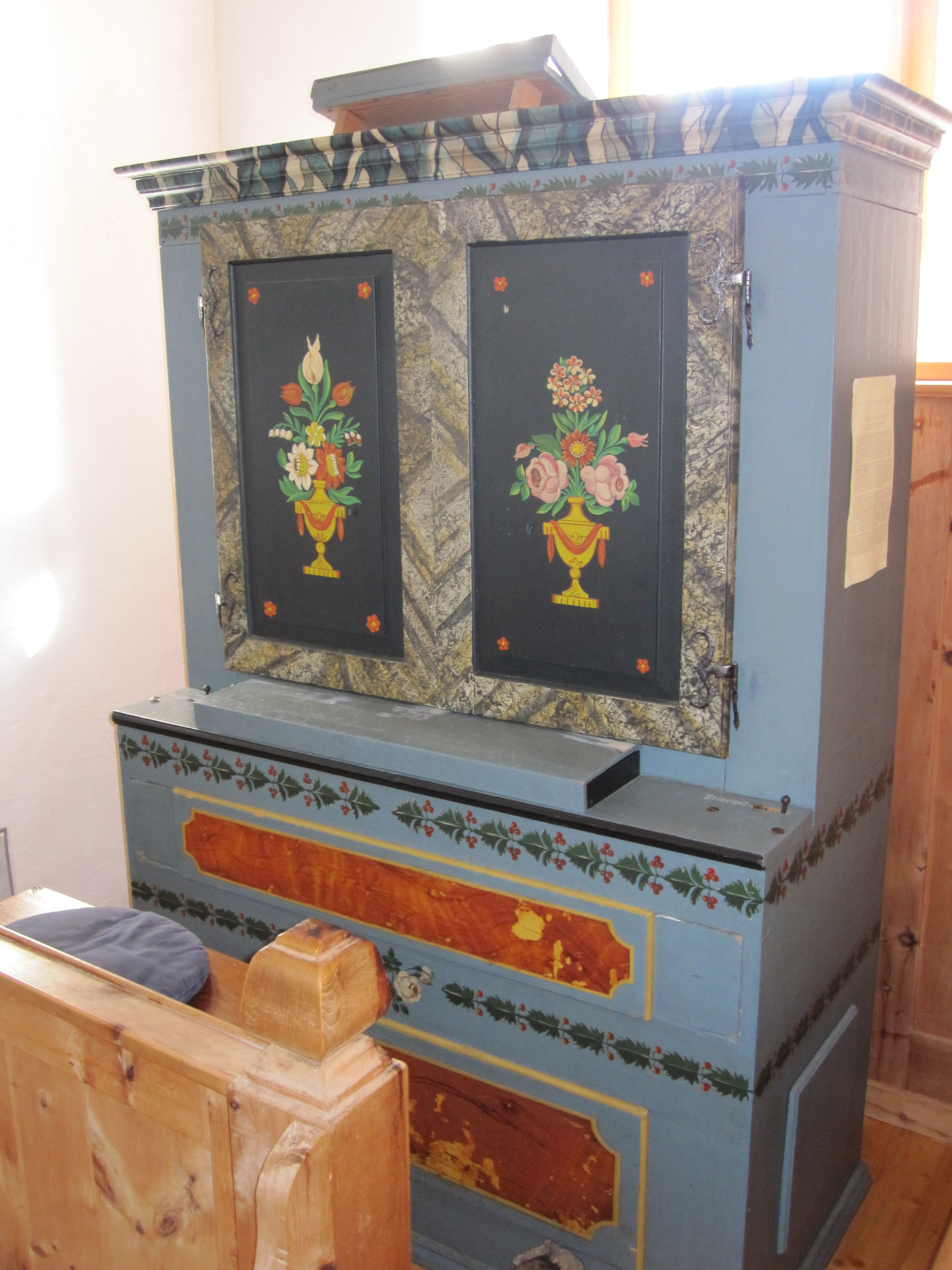
Orgel
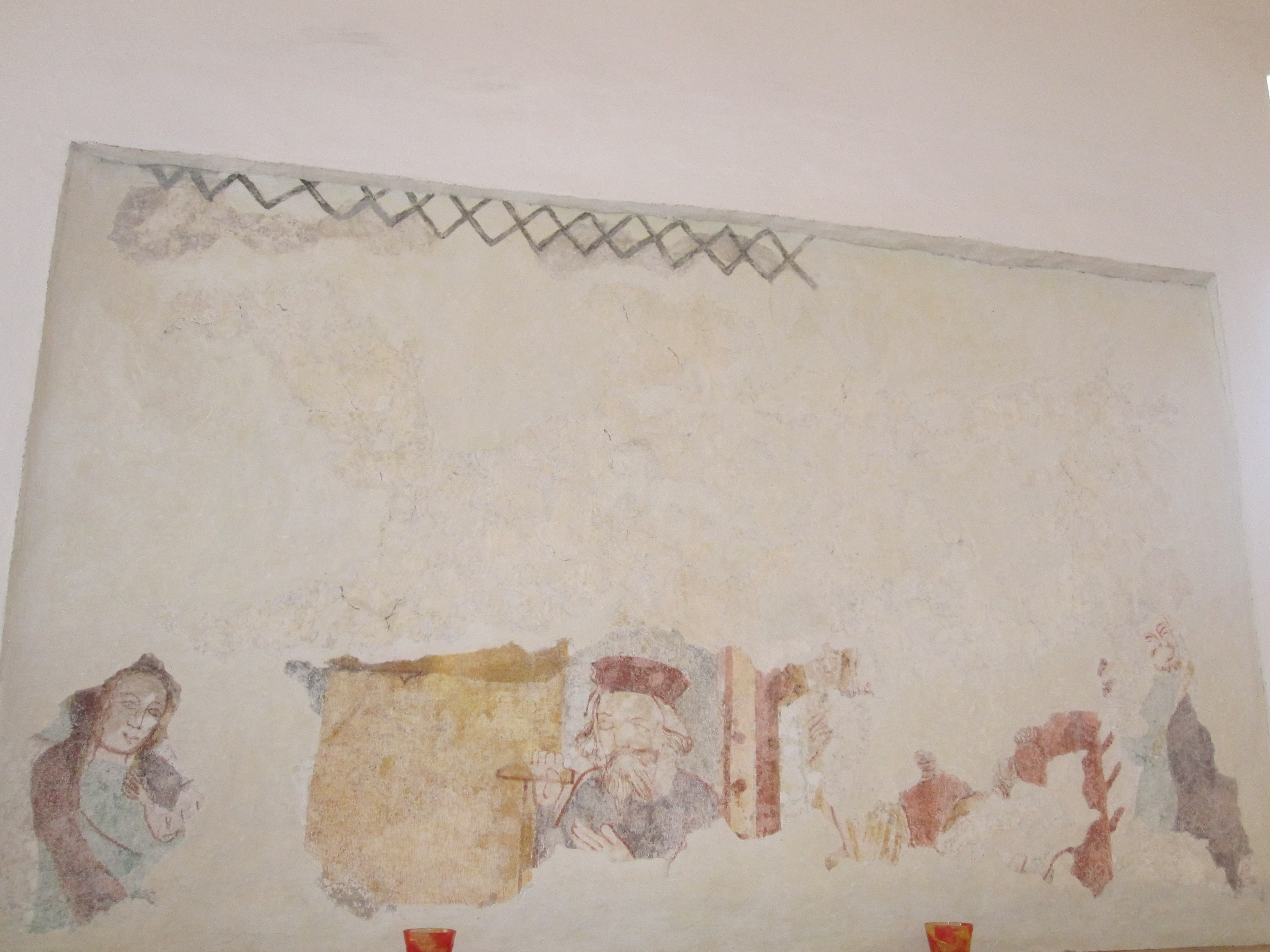
Wandmalerei
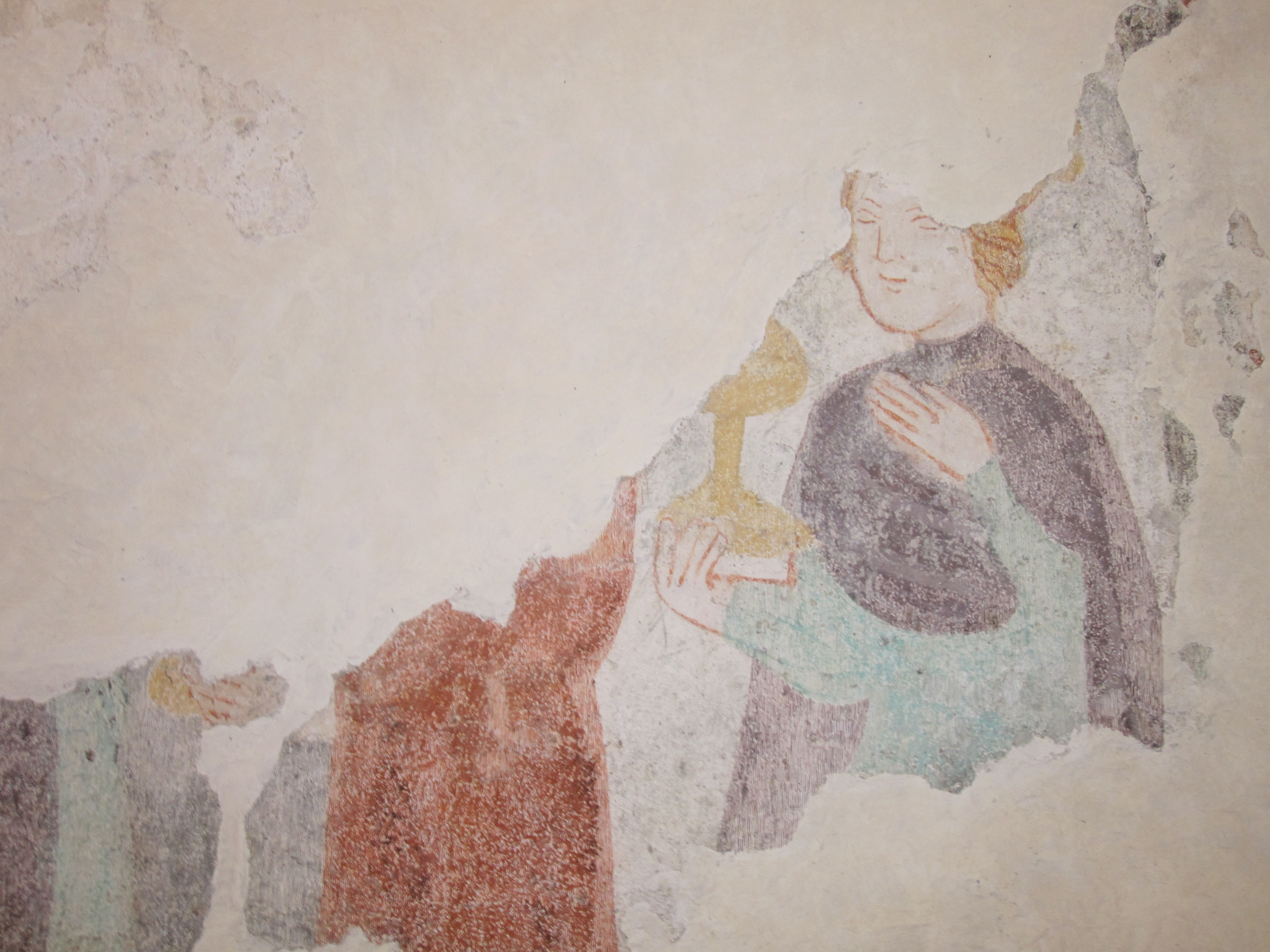
Wandmalerei
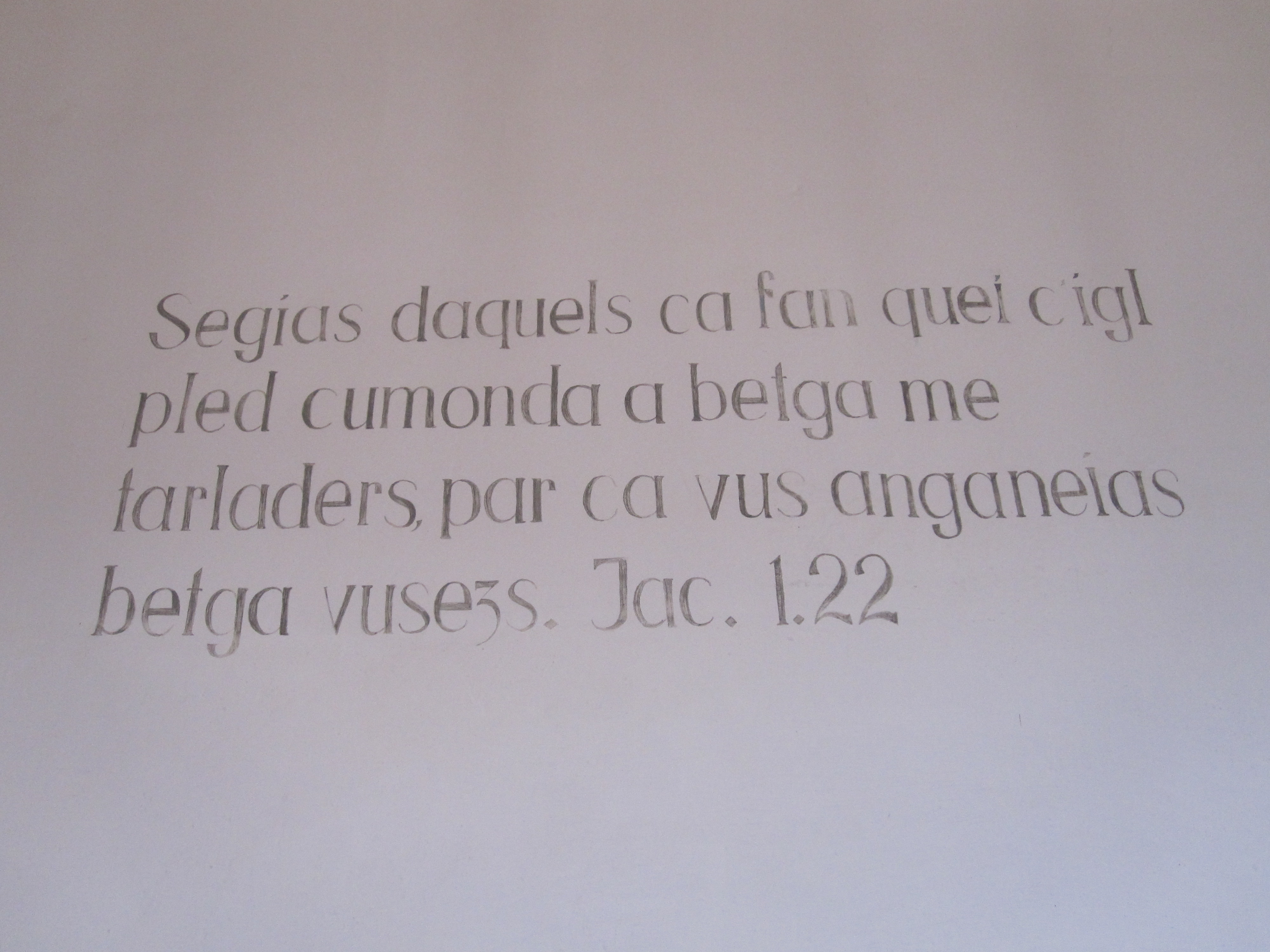
Biblischer Wandspruch auf Sutsilvan
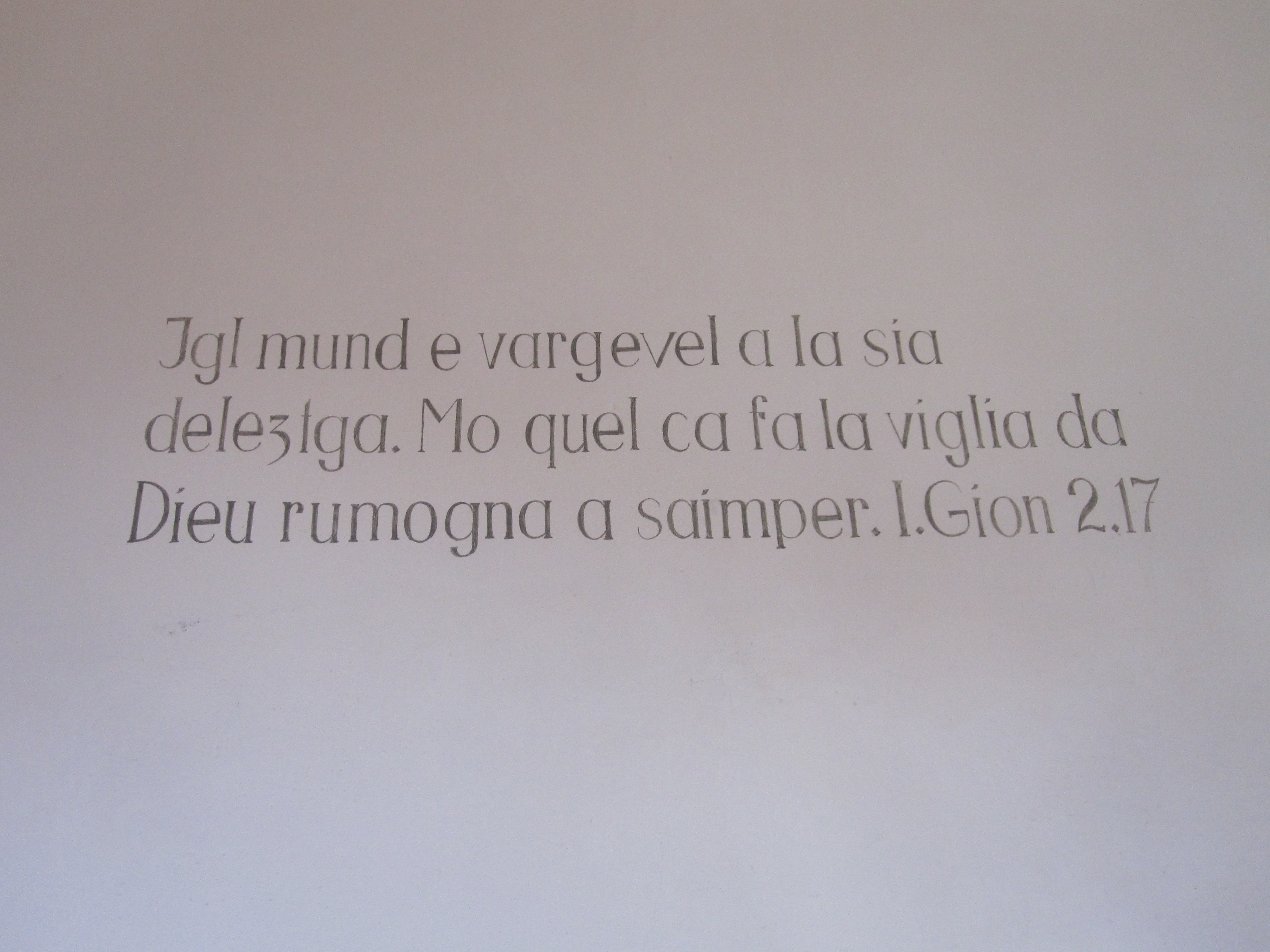
Weiterer sutselvischer Wandspruch